# مات فلويد
مات فلويد (بالإنجليزية: Matt Floyd)‏ هو معلق رياضي بريطاني، ولد في 30 نوفمبر 1980 في لندن في المملكة المتحدة.

## روابط خارجية
- مات فلويد على موقع إي آس بي آن كريك إنفو (الإنجليزية)